# Aranyosszék
Aranyosszék ou siège d'Aranyos (hongrois : Aranyosszék ; latin : Sedes Aurata ou Aranyensis sedes ; roumain : Scaunul Arieşului) est un ancien territoire administratif du royaume de Hongrie et de la principauté de Transylvanie, créée au XIIIe siècle comme une composante du Pays sicule. Lors de la réforme territoriale de 1876, le siège est fusionnée avec le comitat (Hongrie) de Torda au sein du comitat de Torda-Aranyos.